# Гырмен
Гырмен (болг. Гърмен) — село в Благоевградской области Болгарии. Административный центр общины Гырмен. Находится примерно в 76 км к юго-востоку от центра города Благоевград. По данным переписи населения 2011 года, в селе  проживало 1998 человек.

## Население
| Год     | 1934 | 1946 | 1956 | 1965 | 1975 | 1985 | 1992 | 2001 | 2011 |
| ------- | ---- | ---- | ---- | ---- | ---- | ---- | ---- | ---- | ---- |
| Жителей | 1690 | 1967 | 1884 | 1837 | 1660 | 2097 | 1833 | 1752 | 1998 |

| Национальность  | Человек | Процент |
| --------------- | ------- | ------- |
| болгары         | 1179    | 61,89%  |
| турки           | 0       | 0%      |
| цыгане          | 715     | 37,53%  |
| другие          | 6       | 0,31%   |
| не определились | 5       | 0,26%   |
| Всего ответов   | 1905    |         |

|  |